# Сейгар, Чарли
Чарльз Се́йгар (англ. Charles Sagar; 28 марта 1878 — 4 декабря 1919), более известный как Ча́рли Се́йгар (англ. Charlie Sagar) — английский футболист, выступавший на позициях центрального нападающего и левого инсайда.

## Клубная карьера
Родился в Эджуорте, Ланкашир. Выступал за клубы «Эджуорт Роверс» и «Тертон», а в 1896 году перешёл в «Бери».
17 марта 1900 года сыграл свой первый матч за сборную Англии против сборной Ирландии. Два года спустя сыграл ещё один матч за сборную против Уэльса, после чего в сборную не привлекался.
В 1900 году Сейгар сыграл в финале Кубка Англии против «Кристал Пэлас». «Бери» выиграл матч со счётом 4:0. В 1903 году Сейгар вновь выиграл Кубок Англии, на этот раз в финале с рекордным счётом 6:0 был повержен «Дерби Каунти».
В сезонах 1903/04 и 1904/05 Сейгар был лучшим бомбардиром «Бери». Всего за клуб он провёл 210 матчей и забил 91 гол.
В мае 1905 года Чарли перешёл в «Манчестер Юнайтед», выступавший на тот момент во Втором дивизионе. Главный тренер клуба Эрнест Мангнэлл, активно укреплял команду новыми игроками. Сейгар перешёл в состав, в котором играли Чарли Робертс, Дик Дакуэрт, Джордж Уолл, Джек Педди, Джек Пикен, Алекс Белл.
Дебют Чарли в «Манчестер Юнайтед» состоялся 2 сентября 1905 года в матче против «Бристоль Сити» на стадионе «Бэнк Стрит». «Юнайтед» одержал в этом матче победу со счётом 5:1, а Сейгар сделал в матче хет-трик. Из всех игроков «Манчестер Юнайтед» за всю историю только Чарли Сейгар в 1905 году и Уэйн Руни в 2004 году забивали по 3 гола в своих дебютных матчах за клуб. По итогам сезона 1905/06 «Юнайтед» вернулся Первый дивизион, а Сейгар забил в сезоне 16 голов.
В сезоне 1906/07 Сейгар сыграл только 10 матчей, после чего получил серьёзную травму колена, которая положила конец его карьере. В общей сложности он забил за «Юнайтед» 24 гола в 33 матчах.
В декабре 1907 стал одним из основателей профсоюза футболистов (вместе с Чарли Робертсом, Билли Мередитом, Гербертом Берджессом и Сэнди Тернбуллом).
После завершения карьеры игрока открыл частный бизнес в Болтоне, Ланкашир.
Умер 4 декабря 1919 года в Болтоне.

## Достижения
Бери
- Обладатель Кубка Англии (2): 1900, 1903

## Статистика выступлений
| Клуб              | Сезон            | Лига | Лига | Кубок Англии | Кубок Англии | Прочие | Прочие | Итого | Итого |
| Клуб              | Сезон            | Игры | Голы | Игры         | Голы         | Игры   | Голы   | Игры  | Голы  |
| ----------------- | ---------------- | ---- | ---- | ------------ | ------------ | ------ | ------ | ----- | ----- |
| Бери              | 1898/99          | 29   | 12   | 2            | 2            | 0      | 0      | 31    | 14    |
| Бери              | 1899/00          | 26   | 7    | 8            | 4            | 0      | 0      | 34    | 11    |
| Бери              | 1900/01          | 27   | 6    | 2            | 0            | 0      | 0      | 29    | 6     |
| Бери              | 1901/02          | 31   | 10   | 3            | 6            | 0      | 0      | 34    | 16    |
| Бери              | 1902/03          | 25   | 13   | 5            | 3            | 0      | 0      | 30    | 18    |
| Бери              | 1903/04          | 24   | 8    | 2            | 2            | 1      | 0      | 27    | 10    |
| Бери              | 1904/05          | 24   | 15   | 1            | 1            | 0      | 0      | 25    | 16    |
| Бери              | Итого            | 186  | 71   | 23           | 18           | 1      | 0      | 210   | 91    |
| Манчестер Юнайтед | 1905/06          | 20   | 16   | 3            | 4            | 0      | 0      | 23    | 20    |
| Манчестер Юнайтед | 1906/07          | 10   | 4    | 0            | 0            | 0      | 0      | 10    | 4     |
| Манчестер Юнайтед | Итого            | 30   | 20   | 3            | 4            | 0      | 0      | 33    | 24    |
| Всего за карьеру  | Всего за карьеру | 216  | 91   | 26           | 22           | 1      | 0      | 243   | 115   |